# Dublin (Ohio)
Dublin es una ciudad ubicada en el condado de Franklin en el estado de Ohio, Estados Unidos, unos 25 km al noroeste de la ciudad de Columbus. En el Censo de 2010 tenía una población de 41.751 habitantes y una densidad poblacional de 650,06 personas por km².
Cada año, a finales de mayo o principios de junio, el Muirfield Village Golf Club de Dublín acoge el Memorial Tournament, un torneo de golf profesional del PGA Tour. También se celebran otros campeonatos de golf en Dublín. La Riviera Club de Golf fue, hasta su cierre en 2014, la sede de la Asociación Italoamericana de Golf. El Campos Tartan Golf Club es la sede de Wendy's, de la LPGA el Campeonato de la Infancia de 2002 a 2006, también en Dublín. También tiene un campo de golf público financiado por la ciudad, así como el diseñado por Nicklaus Country Club de Muirfield.
Otros eventos anuales celebrados en la localidad son  el evento musical con motivo del 4 de julio, el desfile del Día de San Patricio, y el Festival Irlandés de Dublín, que es uno de los mayores festivales irlandeses de Estados Unidos.

## Geografía
Según la Oficina del Censo de los Estados Unidos, Dublín tiene una superficie total de 64.23 km², de la cual 63.29 km² corresponden a tierra firme y (1.46%) 0.93 km² es agua.

## Demografía
Según el censo de 2010, había 41751 personas residiendo en Dublín. La densidad de población era de 650,06 hab./km². De los 41751 habitantes, Dublín estaba compuesto por el 80.5% blancos, el 1.8% eran afroamericanos, el 0.06% eran amerindios, el 15.29% eran asiáticos, el 0.04% eran isleños del Pacífico, el 0.49% eran de otras razas y el 1.82% pertenecían a dos o más razas. Del total de la población el 1.83% eran hispanos o latinos de cualquier raza.